# Douglas Lucia

Wappen von Douglas John Lucia

Douglas John Lucia (* 17. März 1963 in Plattsburgh, New York, USA) ist ein US-amerikanischer Geistlicher und römisch-katholischer Bischof von Syracuse.

## Leben
Douglas Lucia trat 1981 nach dem Abschluss der High School in das Priesterseminar ein. Er studierte zunächst in Ogdensburg und ab 1985 in East Aurora. Am 20. Mai 1989 empfing er durch Bischof Stanislaus Joseph Brzana das Sakrament der Priesterweihe für das Bistum Ogdensburg.
Nach der Priesterweihe war er zunächst in der Pfarrseelsorge tätig, unter anderem im kanadischen Cornwall und an der Kathedrale von Ogdensburg.
Er studierte von 1997 bis 1999 an der Päpstlichen Universität Heiliger Thomas von Aquin Kanonisches Recht und erwarb in diesem Fach das Lizenziat. Nach seiner Rückkehr war er für ein Jahr in der Gefängnisseelsorge und anschließend von 2000 bis 2003 persönlicher Sekretär des Bischofs. Von 2000 bis 2017 war er Vizeoffizial des Bistums, von 2003 bis zu seiner Ernennung zum Bischof leitete er die Berufungspastoral des Bistums Ogdensburg und seit 2005 war er zusätzlich Verantwortlicher für die Priesteramtskandidaten des Bistums. Von 2004 bis 2010 war er Bischofsvikar für Diocesan Services und anschließend bis 2017 für den Gottesdienst und die Priesterausbildung. Seit 2017 war er Offizial des Bistums Ogdensburg sowie Pfarrer der Pfarreien Saint Mary in Waddington und Saint John the Baptist in Madrid.
Am 4. Juni 2019 ernannte ihn Papst Franziskus zum Bischof von Syracuse. Der Erzbischof von New York, Timothy Kardinal Dolan, spendete ihm am 8. August desselben Jahres die Bischofsweihe. Mitkonsekratoren waren sein Amtsvorgänger Robert Cunningham und der Bischof von Ogdensburg, Terry Ronald LaValley.